# Louise von Plessen

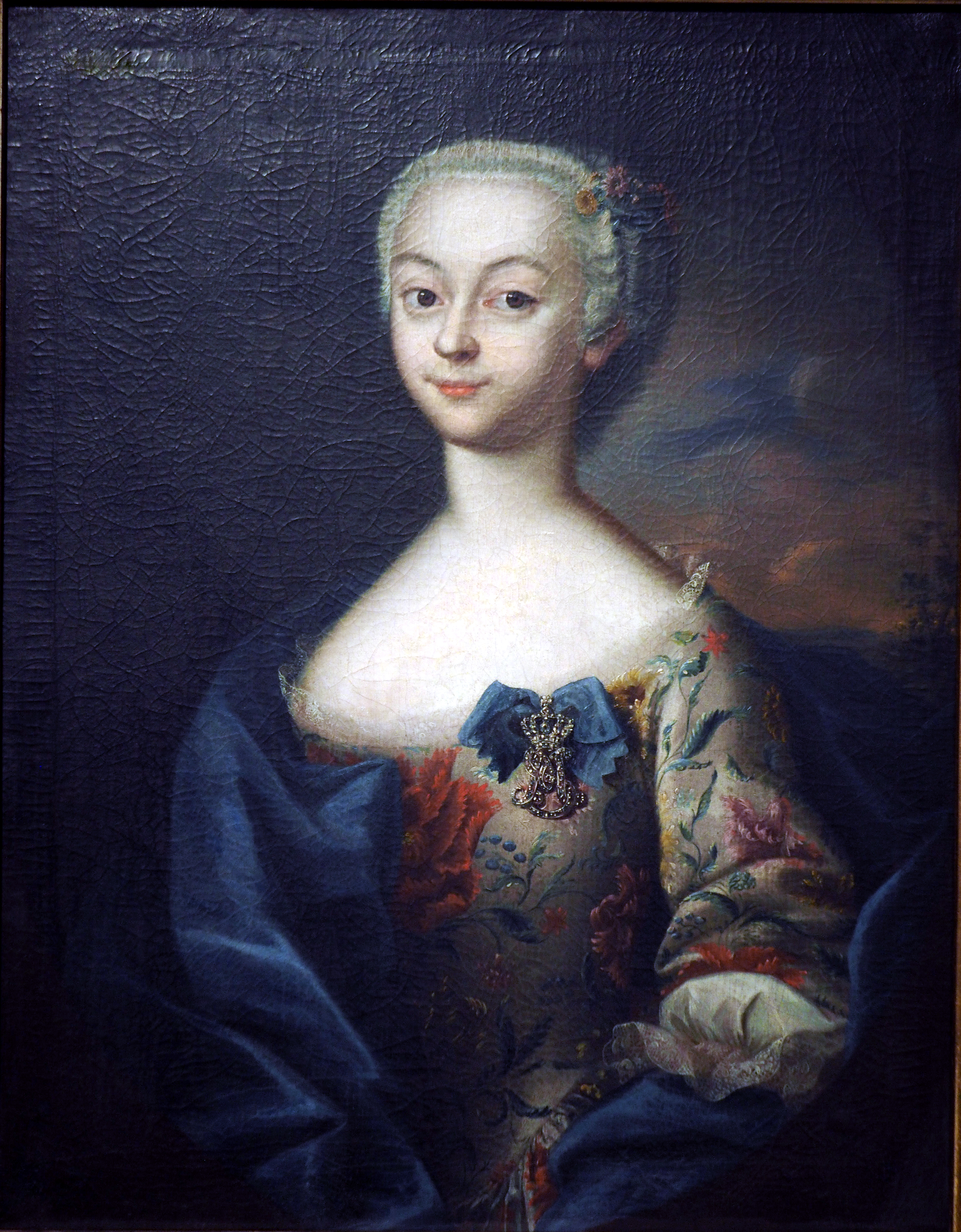
Louise von Plessen (1742)

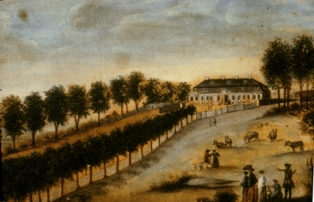
Landhaus Kockedahl in den 1750er Jahren

Louise von Plessen, geb. von Berkentin (* 26. April 1725 in Wien; † 14. September 1799 in Celle) war Oberhofmeisterin am dänischen Hof von König Christian VII. und ab 1766 Oberhofmeisterin von Caroline Mathilde. Sie stand den oppositionellen Kreisen am dänischen Hof nahe und hinterließ eine Korrespondenz mit Friedrich Gottlieb Klopstock.

## Leben und Wirken

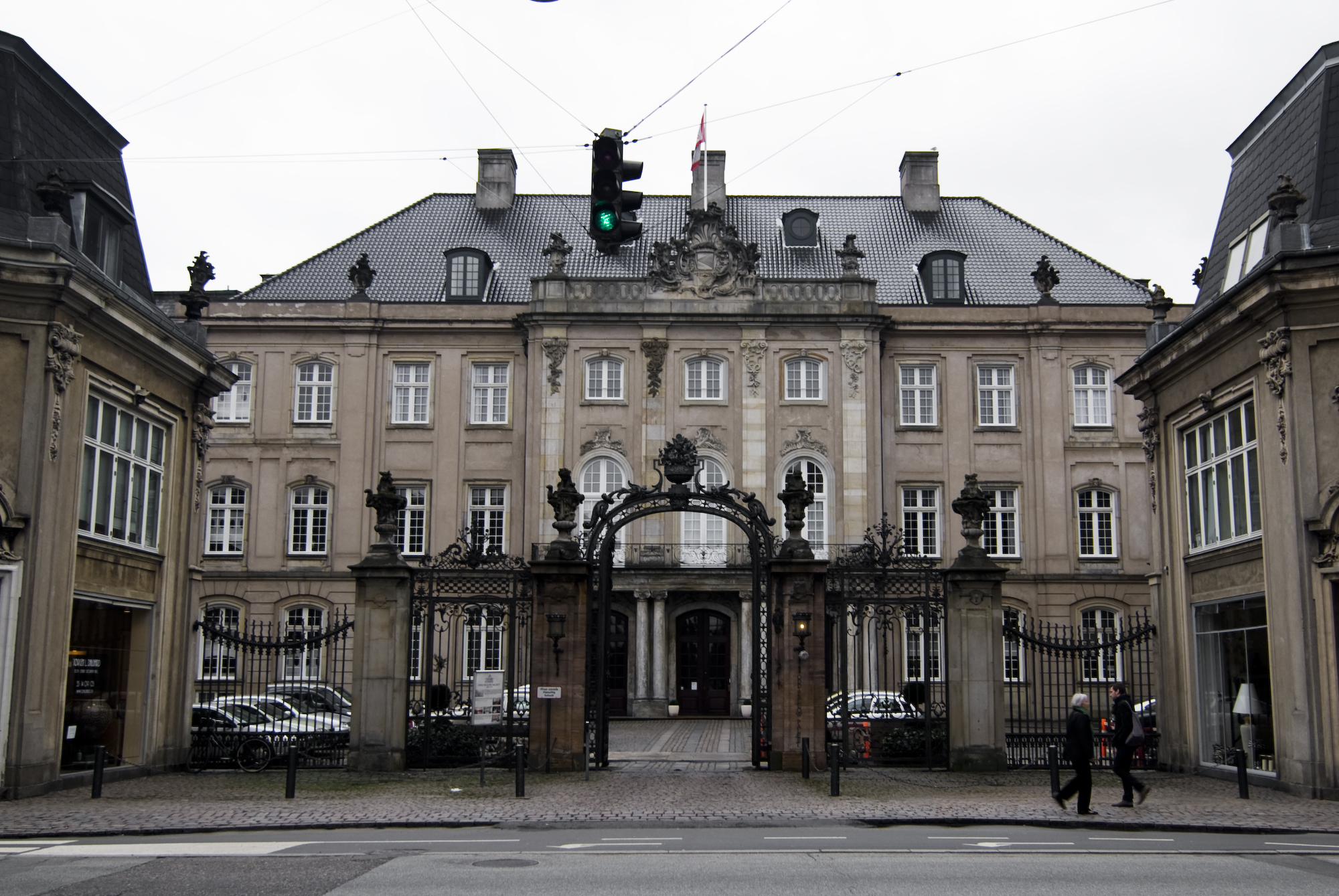
Das Berkentinsche Palais in Kopenhagen

Louise von Plessen war die Tochter des dänischen Gesandten Christian August von Berkentin und dessen Ehefrau Susanne Margretha von Boineburg zu Honstein. Als junges Mädchen war sie Hofdame von Königin Sophie von Dänemark.
Im Jahr 1744 heiratete sie den Kammerherrn Christian Siegfried von Plessen (1716–1755); die Ehe blieb kinderlos. Nach dem frühen Tod ihres Mannes lebte sie zunächst wieder bei ihrem Vater und leitete während dieser Zeit eine Erziehungsanstalt für junge Mädchen in Christianshavn. Nachdem ihr Vater 1758 gestorben war, verpachtete sie das Familien-Palais an Carl von Schimmelmann, verkaufte es bald darauf ganz an ihn und zog auf ein Landgut bei Kokkedal auf Seeland.
Durch freundschaftliche Verbindungen mit dem Minister Johann Hartwig Ernst Graf von Bernstorff und dem Theologen Johann Andreas Cramer in den 1750er Jahren kam sie in brieflichen Kontakt mit Friedrich Klopstock und dessen Frau Meta. Klopstock besuchte Louise von Plessen nach Metas Tod 1758 in Kokkedal.

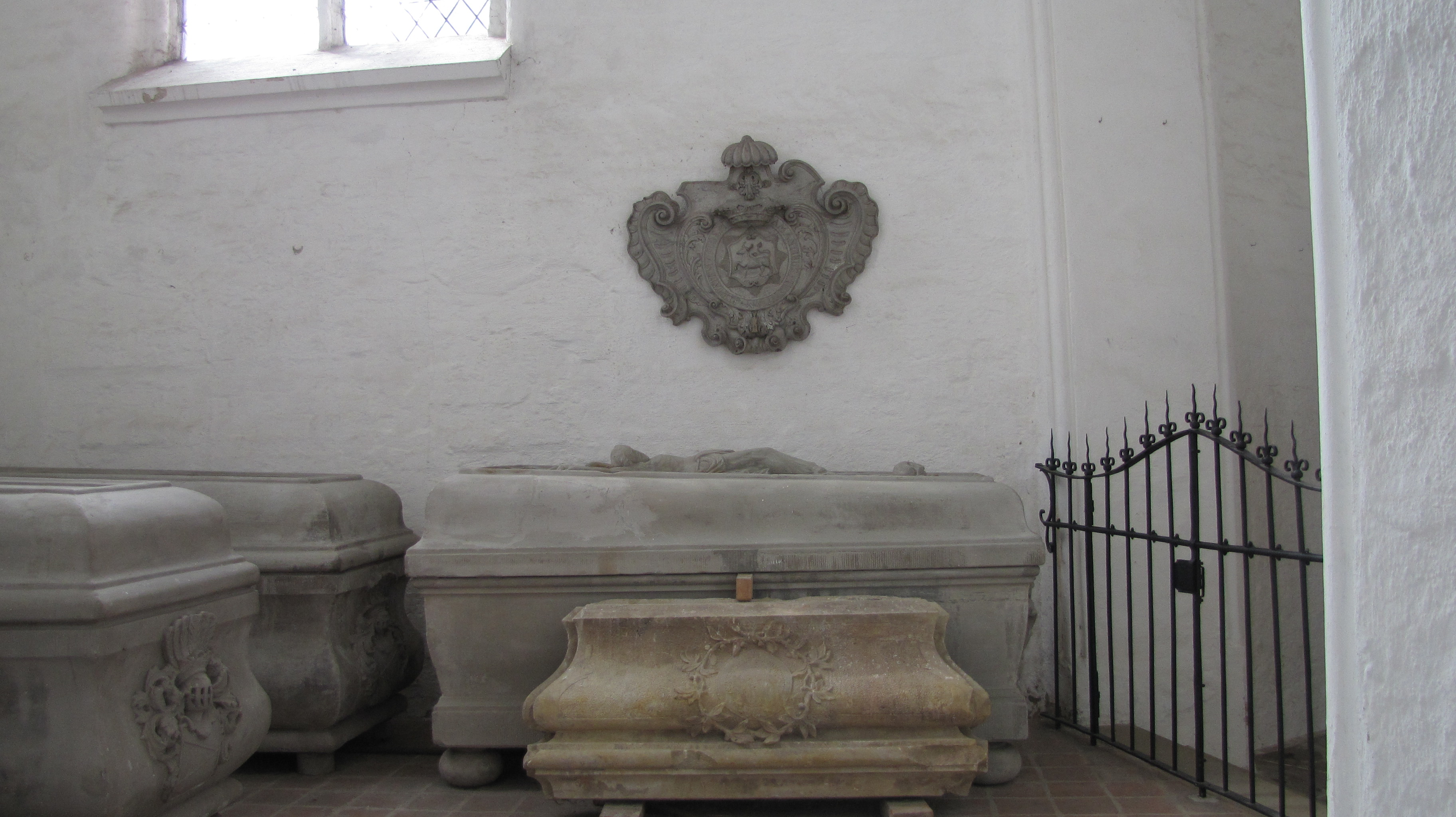
Grabkapelle im Lübecker Dom

Im Jahr 1766 erhielt Louise von Plessen nach einer Bewerbung die Stelle einer Oberhofmeisterin bei Christian VII. und dessen 15-jähriger Frau Caroline Mathilde in Kopenhagen. Bezüglich der überaus schwierigen Ehe des Königspaares wird ihr eine strenge Haltung bescheinigt, die ihr die Ablehnung seitens des Königs einbrachte. Infolgedessen wurde sie zur begehrten Person der unzufriedenen Mitglieder der Hofgesellschaft und galt auch als politisch ambitioniert. Ende Februar 1768, nach der Geburt des Thronfolgers, des späteren Friedrich VI., wurde sie von König Christian VII. fristlos entlassen. Anschließend ging Louise von Plessen nach Celle, wo sie bis zu ihrem Tode 1799 lebte. Ihre Nachfolgerin wurde Margrethe von Lühe, die Schwester des königlichen Günstlings Conrad Holck.
Caroline Mathilde wurde aufgrund ihrer Affäre mit Graf Johann Friedrich Struensee und im Anschluss an dessen Hinrichtung 1772 aus Dänemark verbannt und zog in das ihrem Bruder Georg III. von Großbritannien und Irland gehörende Schloss Celle. Louise von Plessen zog zu ihr und blieb bis zu Caroline Mathildes frühem Tod 1775 bei ihr.
Louise von Plessen wurde in der Berkentinschen Familienkapelle im Lübecker Dom beigesetzt. Seit der Zerstörung der Kapelle durch den Luftangriff auf Lübeck am 29. März 1942 befindet sich ihr Sandsteinsarkophag zusammen mit denen ihrer Eltern und Großeltern in der südöstlichsten Chorumgangskapelle des Doms.